# Aminopirimidina
La 2-aminopirimidina (també anomenada 2-pirimidinamina o piramidin-2-amina) és una aminopirimidina caracteritzada per tenir un grup amina en el seu carboni 2. La seva fórmula molecular és C4H5N3 i el seu pes molecular és de 95.10 g/mol.
Les 2-aminopirimidines formen part d'un grup d'heterocicles coneguts per posseïr propietats antioxidants, anticanceroses, antibacterianes, antifúngiques, antivirals, antiinflamatòries, antidiabètiques, antimalàries, antileishmanials i antitripanosòiques.